# Vasvári járás
A Vasvári járás Vas vármegyéhez tartozó járás Magyarországon, amely 2013-ban jött létre. Székhelye Vasvár. Területe 374,14 km², népessége 13 623 fő, népsűrűsége pedig 36 fő/km² volt 2013 elején. 2013. július 15-én egy város (Vasvár) és 22 község tartozott hozzá.
A Vasvári járás a járások 1983-as megszüntetése előtt is létezett, 1969-ig.

## Települései
| Település         | Rang (2013. július 15.) | Közös hivatal | Kistérség (2013. január 1.) | Népesség (2013. január 1.) | Terület (km²) |
| ----------------- | ----------------------- | ------------- | --------------------------- | -------------------------- | ------------- |
| Vasvár            | járásszékhely város     | Vasvár        | Vasvári                     | 4 387                      | 55,1          |
| Alsóújlak         | község                  | Kám           | Vasvári                     | 599                        | 21,02         |
| Andrásfa          | község                  | Vasvár        | Vasvári                     | 222                        | 8,23          |
| Bérbaltavár       | község                  | Oszkó         | Vasvári                     | 558                        | 25,67         |
| Csehi             | község                  | Kám           | Vasvári                     | 246                        | 9,34          |
| Csehimindszent    | község                  | Oszkó         | Vasvári                     | 363                        | 15,43         |
| Csipkerek         | község                  | Kám           | Vasvári                     | 342                        | 13,13         |
| Egervölgy         | község                  | Kám           | Vasvári                     | 352                        | 8,86          |
| Gersekarát        | község                  | Rábahídvég    | Vasvári                     | 648                        | 19,92         |
| Győrvár           | község                  | Vasvár        | Vasvári                     | 594                        | 16,59         |
| Hegyhátszentpéter | község                  | Vasvár        | Vasvári                     | 105                        | 6,84          |
| Kám               | község                  | Kám           | Vasvári                     | 398                        | 15,3          |
| Mikosszéplak      | község                  | Oszkó         | Vasvári                     | 312                        | 18,66         |
| Nagytilaj         | község                  | Oszkó         | Vasvári                     | 138                        | 15,66         |
| Olaszfa           | község                  | Oszkó         | Vasvári                     | 383                        | 16,54         |
| Oszkó             | község                  | Oszkó         | Vasvári                     | 637                        | 20,31         |
| Pácsony           | község                  | Vasvár        | Vasvári                     | 285                        | 10,01         |
| Petőmihályfa      | község                  | Vasvár        | Vasvári                     | 203                        | 9,95          |
| Püspökmolnári     | község                  | Rábahídvég    | Vasvári                     | 878                        | 15,1          |
| Rábahídvég        | község                  | Rábahídvég    | Vasvári                     | 1 024                      | 22,41         |
| Sárfimizdó        | község                  | Rábahídvég    | Vasvári                     | 83                         | 7,46          |
| Szemenye          | község                  | Kám           | Vasvári                     | 318                        | 11,8          |
| Telekes           | község                  | Rábahídvég    | Vasvári                     | 523                        | 10,81         |